# Arondismentul 9 din Paris
Arondismentul 9 (în franceză 9e arrondissement) este unul dintre cele douăzeci de arondismente din Paris. Este situat pe malul drept al fluviului Sena. Este delimitat la nord de arondismentul 18, la vest de arondismentul 8, la est de arondismentul 10 și la sud de arondismentele 2 și 1.

## Demografie
| An                      | Populație | Densitate (loc. pe km²) |
| ----------------------- | --------- | ----------------------- |
| 1861                    | 107.326   |                         |
| 1866                    | 106.221   |                         |
| 1872                    | 103.767   | 47.600                  |
| 1901 (vârf de populare) | 124.011   | 56.912                  |
| 1954                    | 102.287   | 46.921                  |
| 1962                    | 94.094    | 43.182                  |
| 1968                    | 84.969    | 38.994                  |
| 1975                    | 70.270    | 32.249                  |
| 1982                    | 64.134    | 29.433                  |
| 1990                    | 58.019    | 26.626                  |
| 1999                    | 55.838    | 25.626                  |
| 2006                    | 58.497    | 26.833                  |
| 2009                    | 60.275    | 27.649                  |

## Administrație

### Primăria
| Alegere | Nume              | Partid | Mențiuni                    |
| ------- | ----------------- | ------ | --------------------------- |
| 1983    | Gabriel Kaspereit | RPR    | Ales în 1983, 1989 și 1995. |
| 1997    | Jacques Bravo     | PS     | Ales în 2001 și 2008.       |
| 2001    | Delphine Bürkli   | UMP    | Aleasă în 2014.             |

## Locuri

### Instituții publice
- Opéra Garnier
- Lycée Condorcet
- Lycée Jules-Ferry
- Musée de la Franc-maçonnerie
- Musée Grévin
- Musée Gustave Moreau
- Musée de la vie romantique

### Principalele monumente
- Monumente religioase

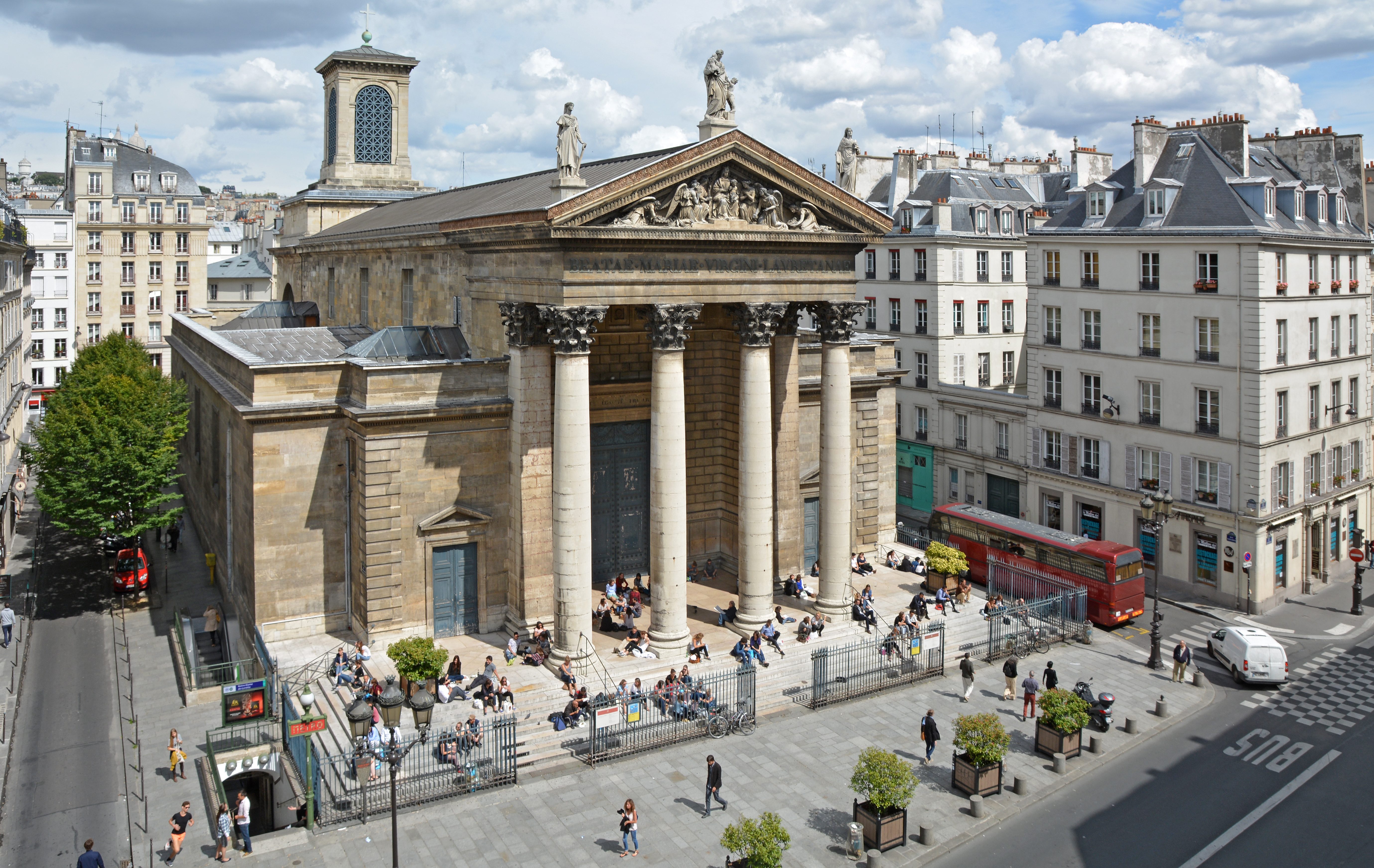
Église Notre-Dame-de-Lorette

  - Église de la Sainte-Trinité de Paris
  - Église Saint-Louis-d'Antin
  - Église Notre-Dame-de-Lorette
  - Marea sinagoga din Paris

- Pasaje acoperite
  - Passage Jouffroy

- Sale de spectacole
  - Folies Bergère
  - Olympia

## Legături externe
- Site-ul oficial